# 滑铁卢战役全景

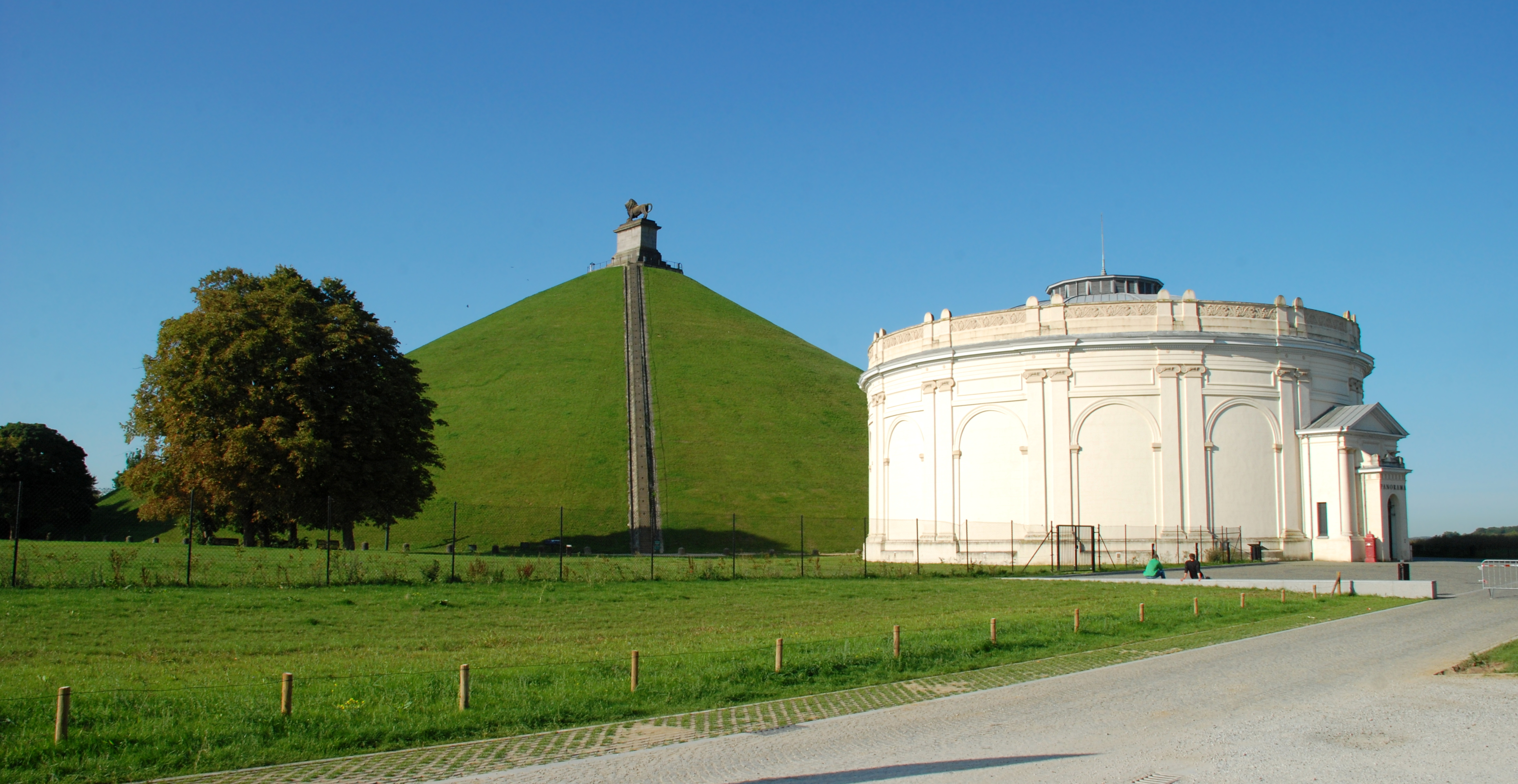

滑铁卢战役全景（法語：Panorama de la Bataille de Waterloo）是比利时的一个圆形大厅，新古典主义建筑风格，位于比利时瓦隆布拉班特省的布赖讷拉勒市，滑铁卢战役战场的狮子丘北面，里面有一幅描绘滑铁卢战役的宏伟的全景画。

## 设计
大厅是1911年由建筑师弗兰兹·范·奥芬姆设计。其外径为35米，高15米，屋顶呈锥形。白色砖墙装饰有凹进的盲拱，由爱奥尼亚式半露壁柱隔开，顶部有带有棕叶饰檐带的女儿墙。入口门廊有两对托斯卡纳柱支撑三角形山花。
大厅内有一幅由法国艺术家路易·杜穆林于1912年完成的油画，由14幅画布拼接而成，形成一个圆周约110米、高约12米的圆柱体。光线由圆锥形屋顶边缘的一圈玻璃上方射入，从大厅中心5米高的平台上观看。
这幅画描绘了1815年滑铁卢战役中的几个不同的场景，集中于法国骑兵的冲锋。画作前面的物理元素，包括镂空的人物、栅栏和身体，用石膏和混凝纸浆制成，掩盖了画作的下部边缘，增强了画作沉浸感。
1998年，建筑和绘画作为历史遗迹加以保护。2008年，比利时政府提议将这幅全景画列入世界遗产名录。
滑铁卢全景画是少数幸存下来、目前仍在原址展出的原始全景画之一。滑铁卢战役的其他全景，由查理·维拉特、保罗·菲利波图和查理·卡斯泰拉尼创作，现已失传。    

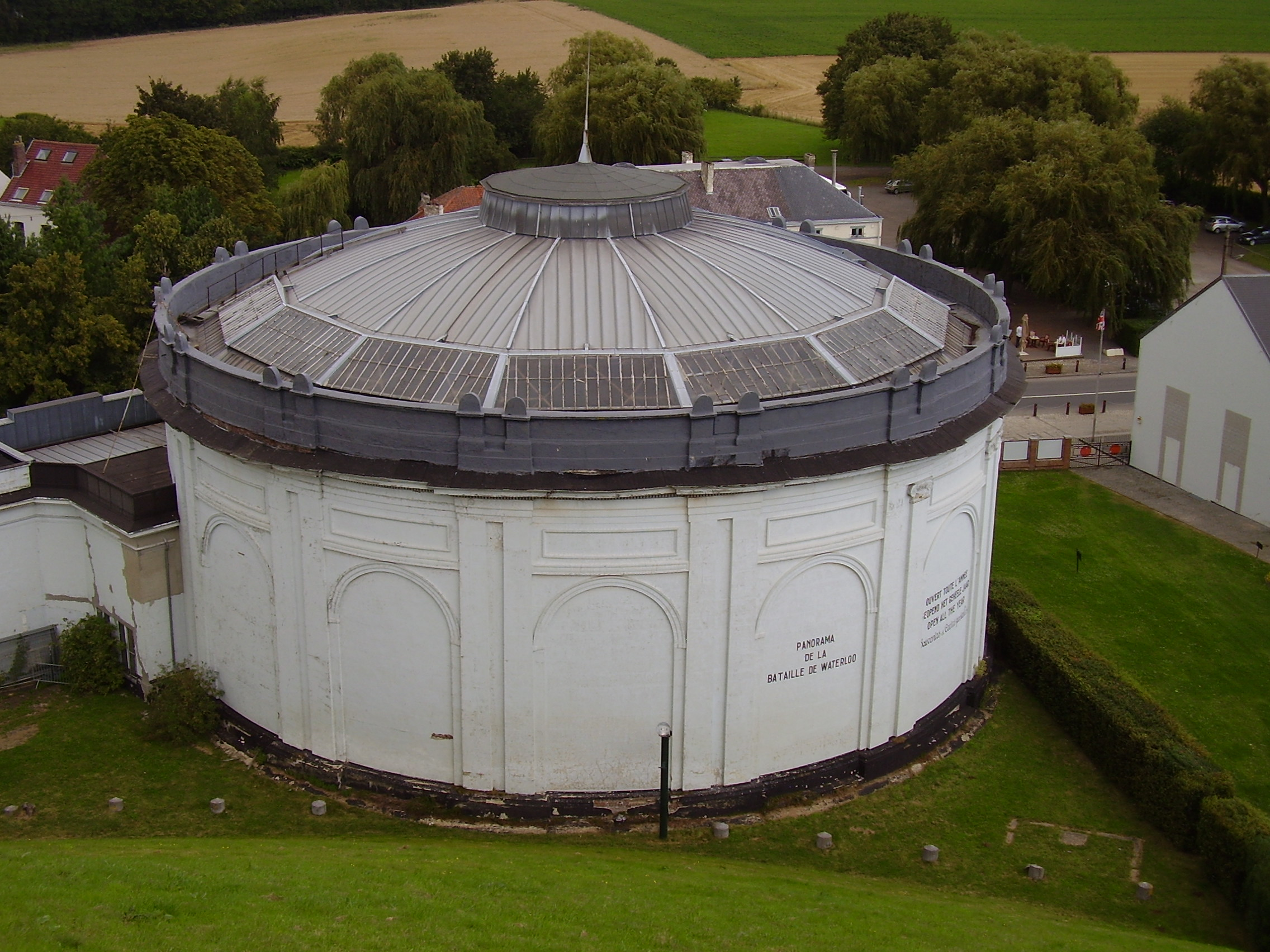
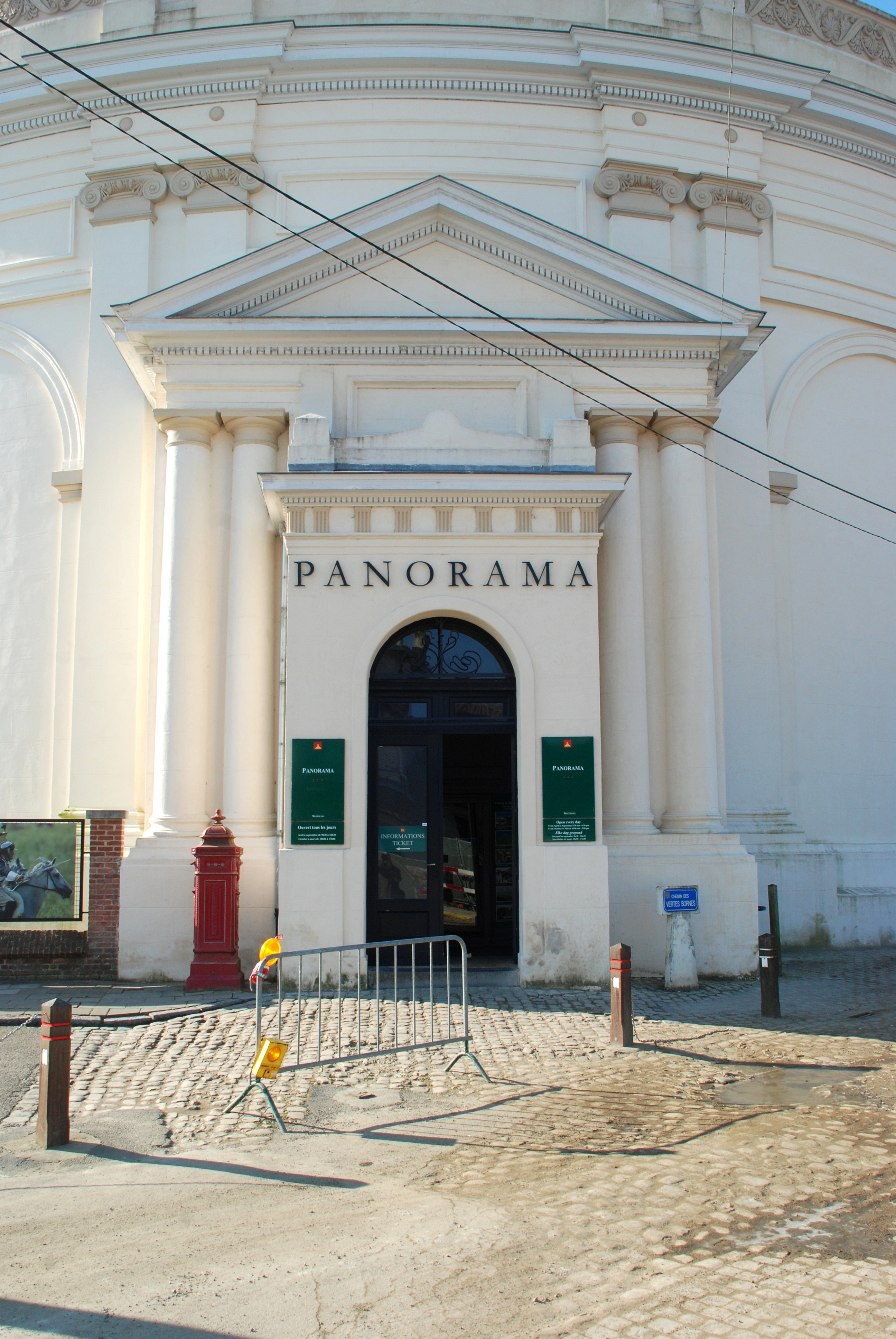
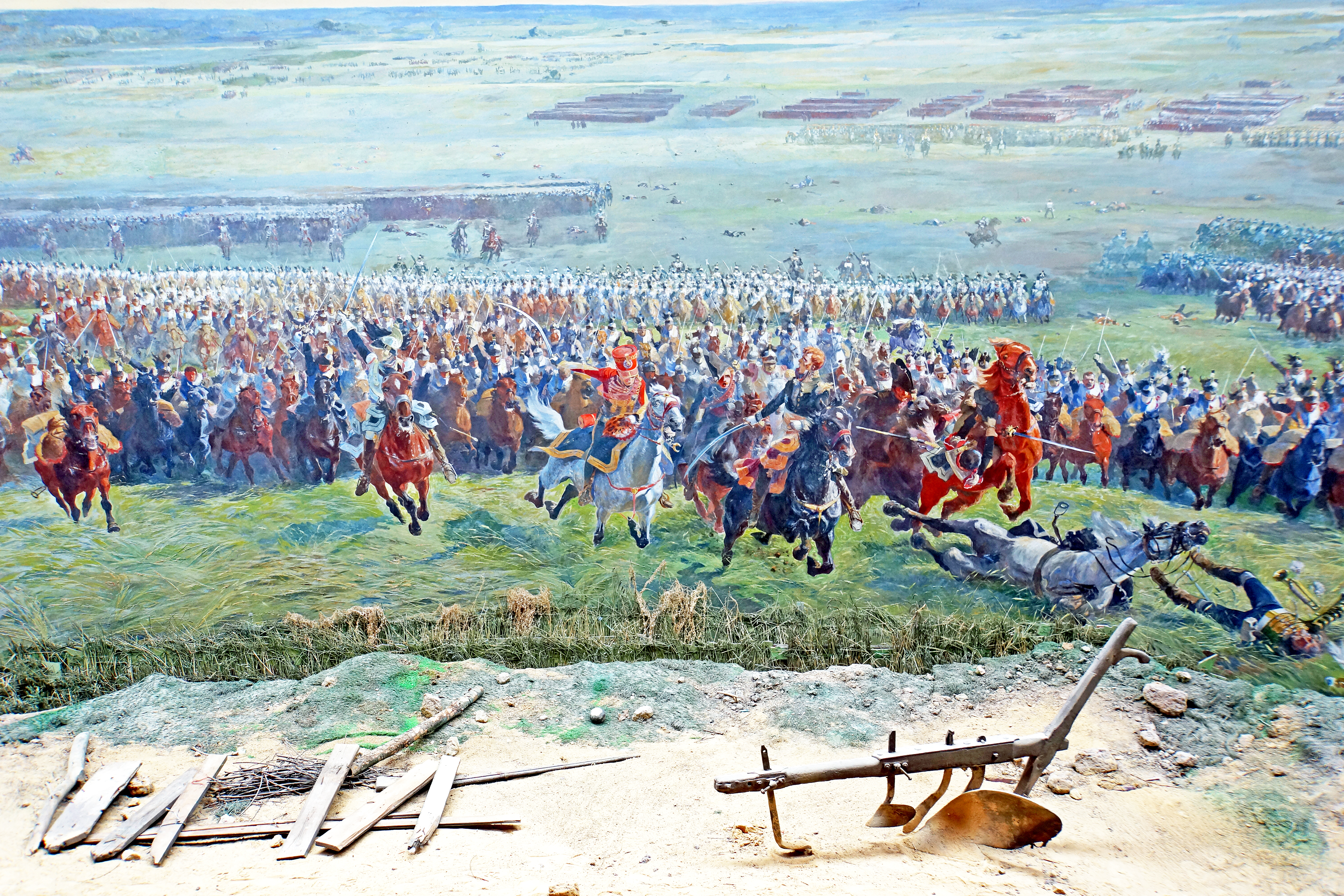
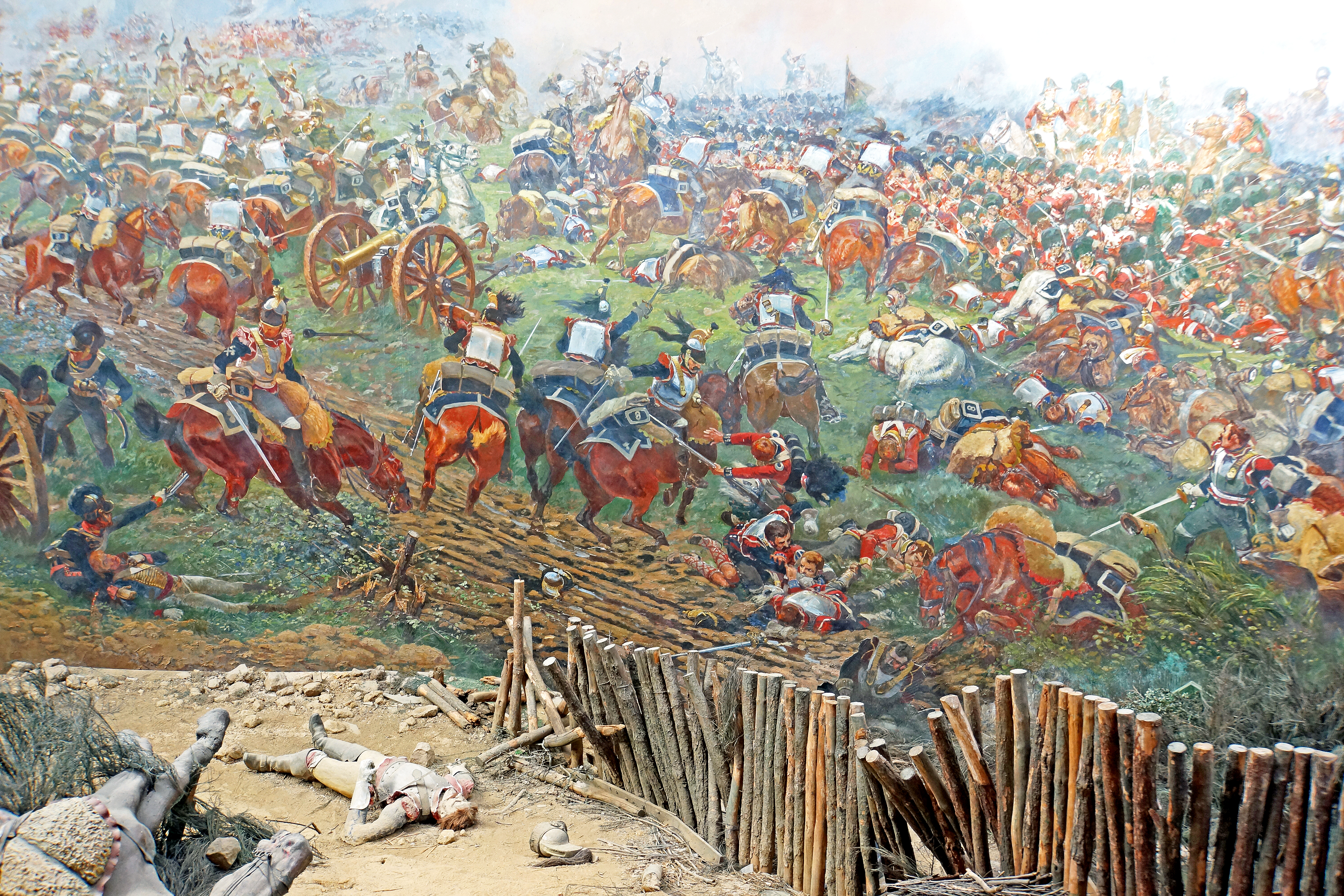